# Paul Vandervort
Paul Vandervort (sinh ngày 5 tháng 2 năm 1985 tại Aspen, Colorado, Hoa Kỳ) là một nam người mẫu và diễn viên người Mỹ.

## Tiểu sử
Paul Vandervort sinh ngày 5 tháng 2 năm 1985 tại Aspen, Colorado nhưng gia đình anh chuyển đến Delaware khi anh mới 6 tháng tuổi. Năm 13 tuổi, gia đình anh lại chuyển đến sống ở thành phố Colorado Springs, Colorado, Colorado.
Paul là anh cả trong một gia đình có bốn con. Anh có hai em trai là Andrew và John cùng một em gái là Sarah. Mặc dù họ "Vandervort" có gốc Hà Lan nhưng thực ra Paul là người Mỹ gốc Đức và Italia. Năm 8 tuổi, Paul bắt đầu học võ và anh tham gia nhiều môn thể thao như trượt tuyết, điền kinh, bóng chuyền, tennis... Năm 16 tuổi, Paul tham gia 24 Hour Fitness để luyện tập thể hình. Anh từng dành hai năm làm việc cho hãng Toyota và làm phục vụ bàn cho câu lạc bộ đêm trước khi tham gia ngành công nghiệp giải trí.
Paul bắt đầu yêu thích nghề người mẫu từ năm 14 tuổi và anh đã thực hiện nhiều bộ ảnh để gửi cho các hãng người mẫu khác nhau tại Mỹ.

## Sự nghiệp
Mặc dù với chiều cao chỉ 5'10" (1,78 m) trong khi các người mẫu nam thường có yêu cầu phải cao hơn 6'0" (1,83 m) song Paul Vandervort đã chứng tỏ rằng chiều cao không phải là một trở ngại đối với anh khi anh tham gia làm người mẫu cho nhiều nhãn hiệu khác nhau trên khắp nước Mỹ như Abercrombie & Fitch, Ed Hardy, Zoom Whitening, Nike...
Năm 2008, anh tham gia chương trình truyền hình thực tế với tên gọi "The Janice Dickinson Modeling Agency".